# زنامينسكويي (سيسينيجا)
زنامينسكويي (بالروسية: Знаменское) هي مدينة في جمهورية الشيشان في روسيا.
يبلغ عدد سكانها حوالي 10383 نسمة.

## معرض صور

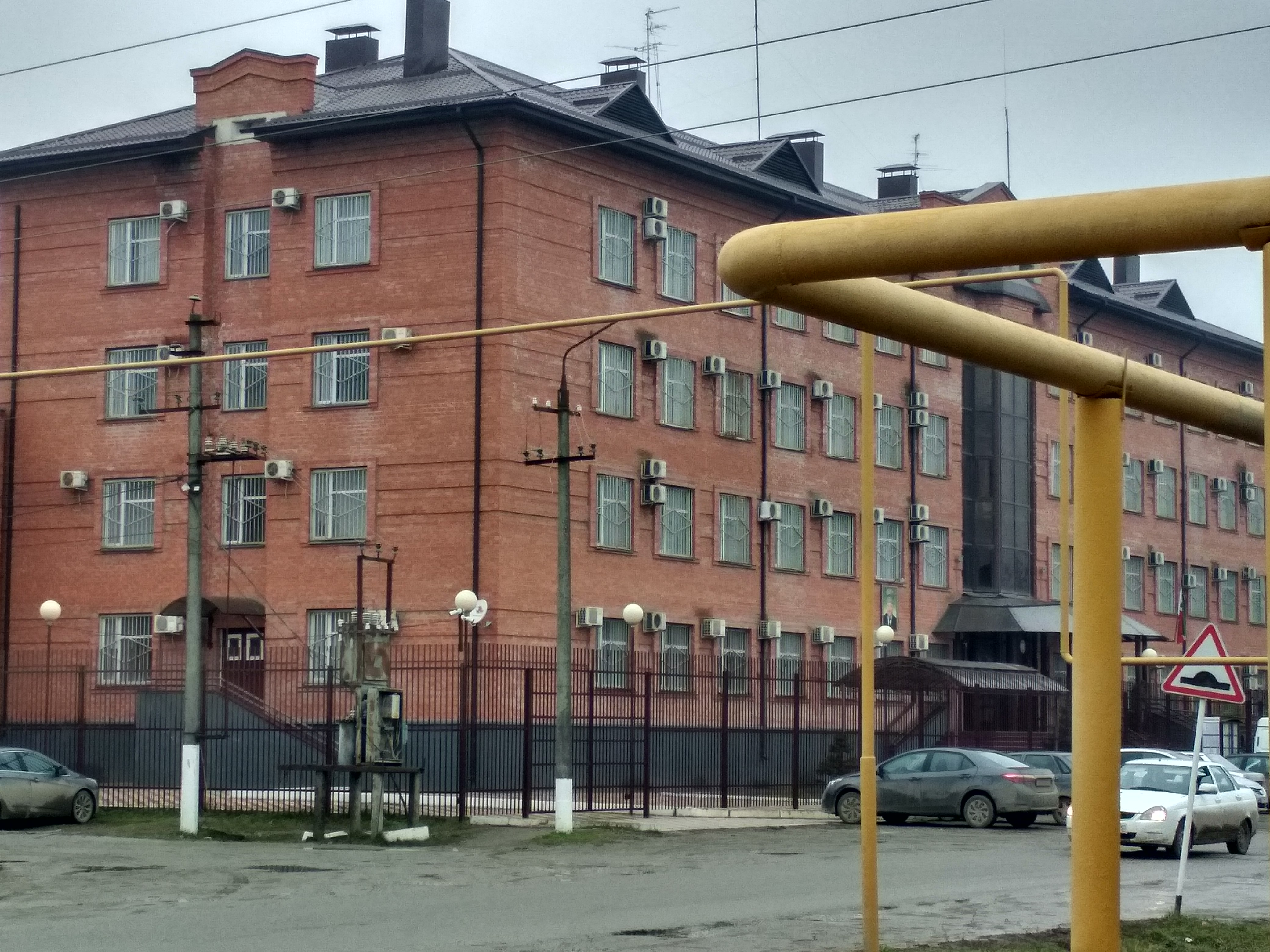
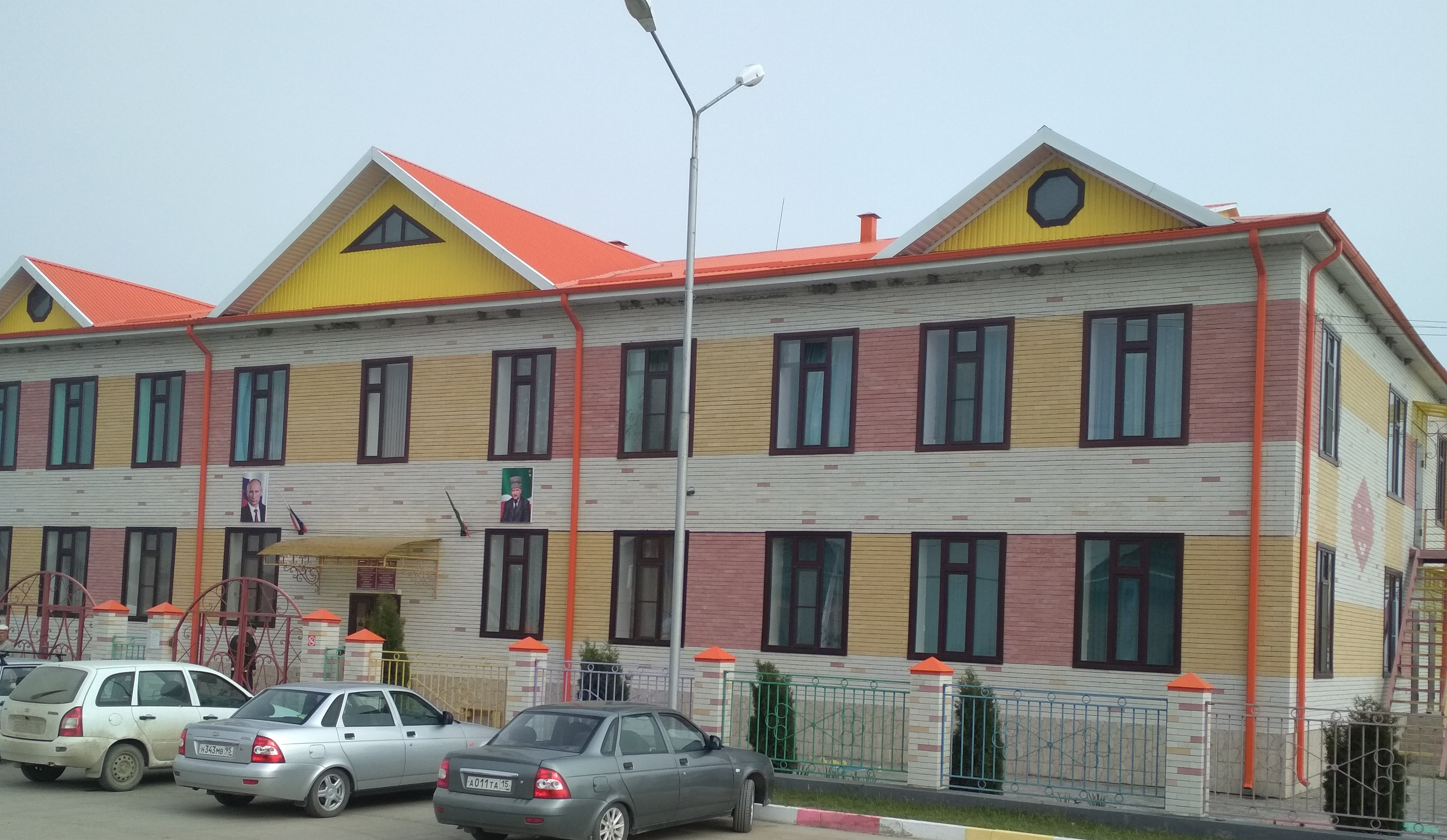
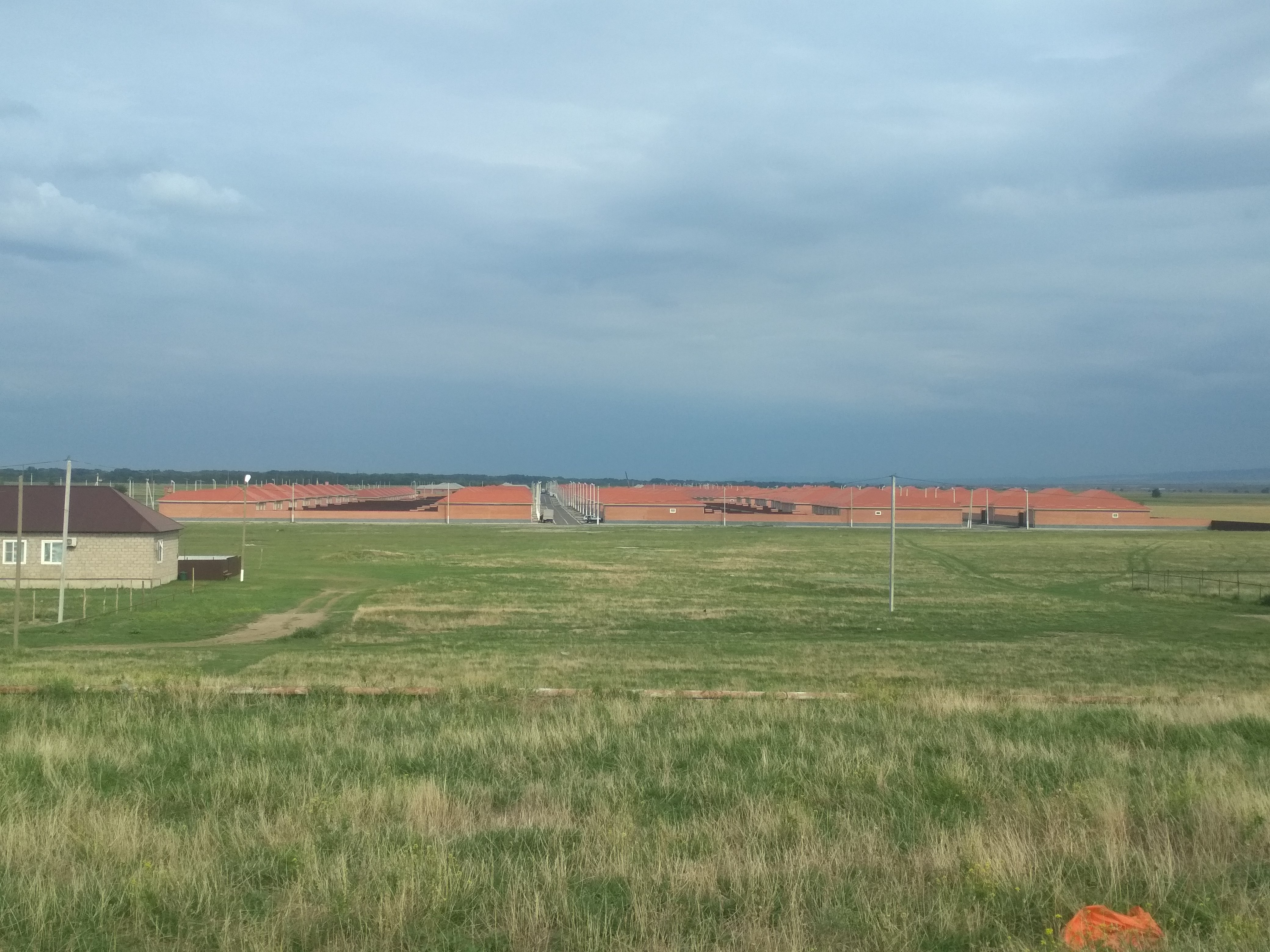
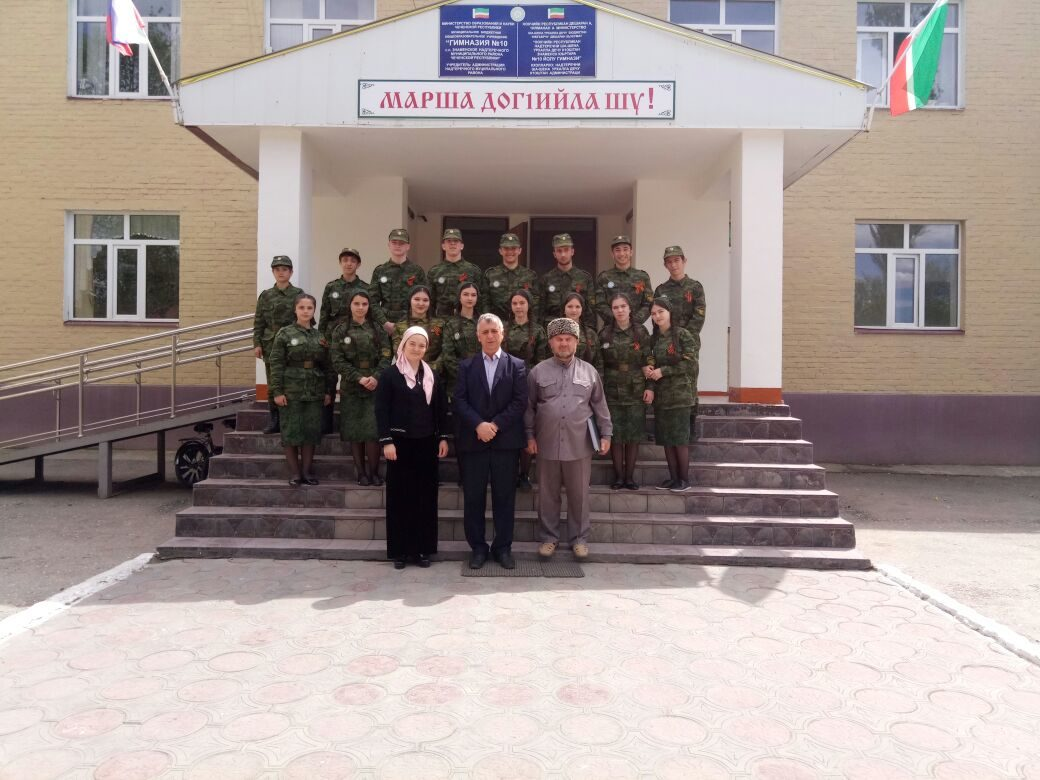
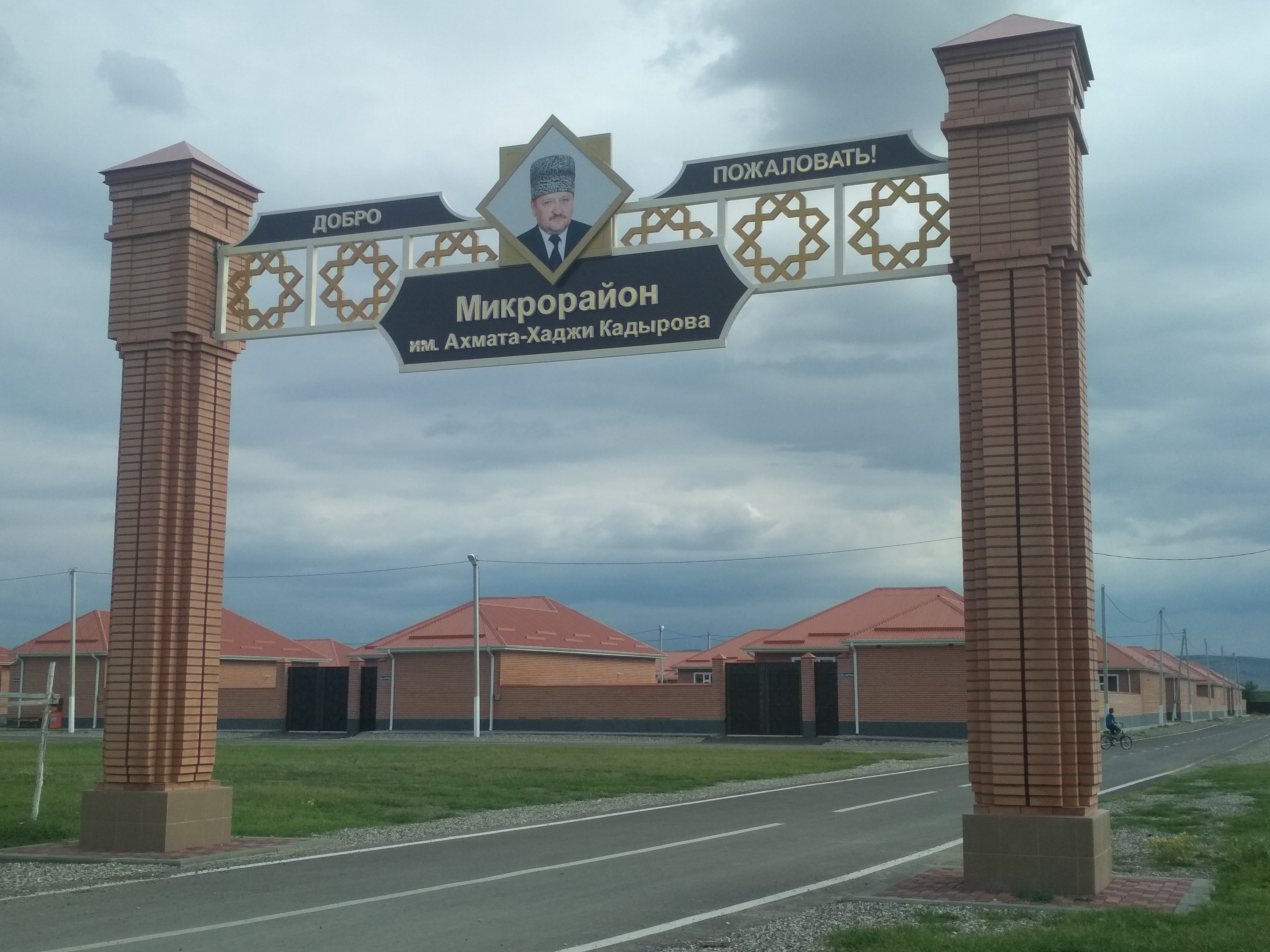
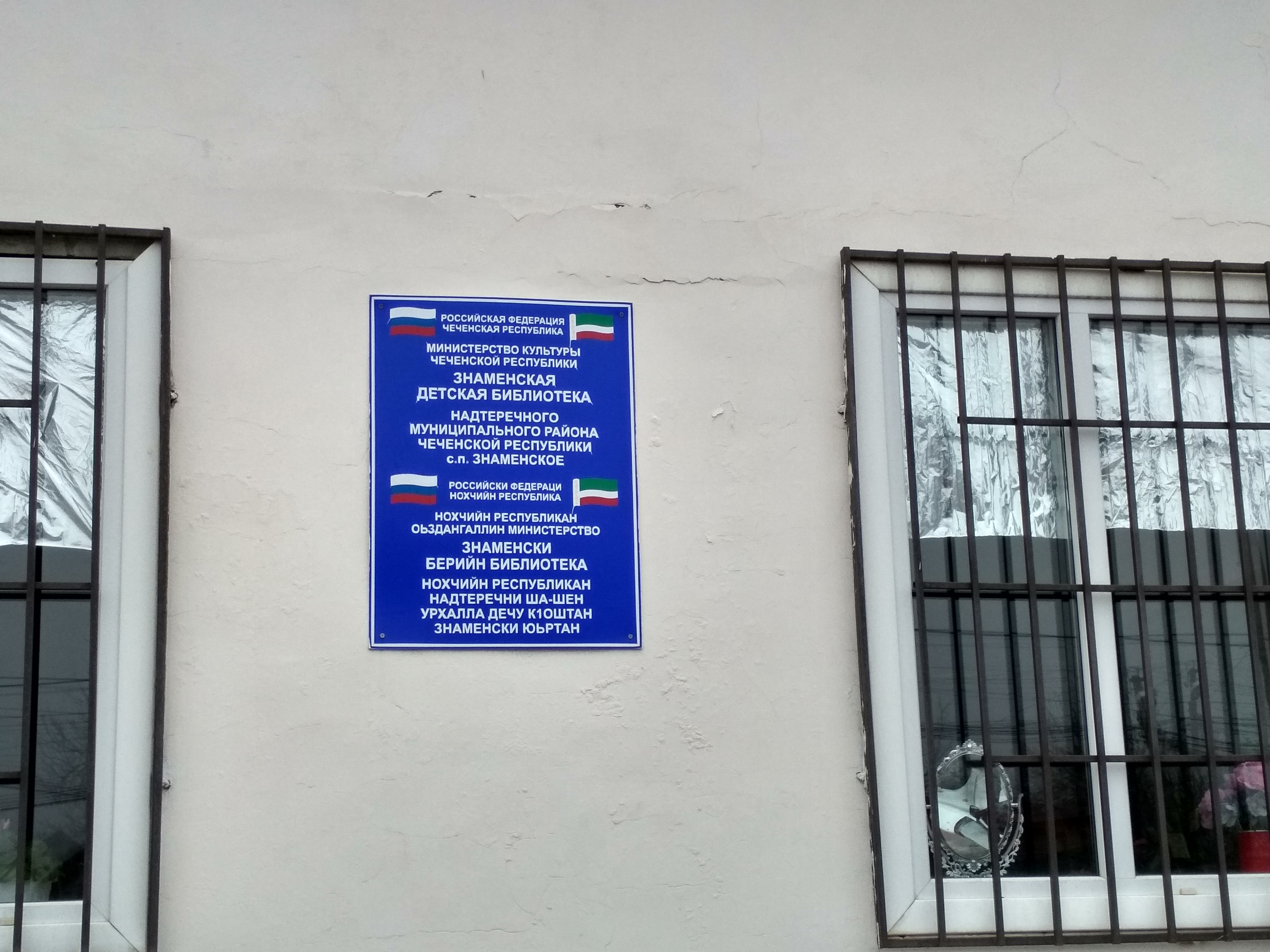